# Norton Malreward
Norton Malreward est une paroisse civile et un village du Somerset, en Angleterre.